# 스텔라 매브
스텔라 메이브 존스턴(Stella Maeve Johnston, 영어 발음: /meɪv/, 1989년 11월 14일 ~ )은 스텔라 메이브로 활동하는 미국의 배우이다.

## 출연 작품
- 롱 나이츠 쇼트 모닝스 (2016년)
- 다크 썸머 (2015년)
- 맨슨 걸스 (2015년)
- 플립 (2015년) - 니콜 다이아몬드 역
- 더 파크 벤치 (2014년)
- 버트휘슬 (2014년) - 미시 블랭크망 역
- 올 투게더 나우 (2013년) - 레이첼 역
- 스타렛 (2012년) - 멜리사 역
- 업사이드 다운 (2012년)
- 리크리에이터 (2011년) - 트레이시 역
- 마이 슈퍼 사이코 스윗 16: 파트 2 (2010년)
- 런어웨이즈 (2010년) - 샌디 웨스트 역
- 어사일럼 씨커 (2009년) - 앨리스 역
- 씨 케이트 런 (2009년)
- 17인의 피고인 (2009년)
- 브룩클린스 파이니스트 (2009년)
- 해롤드 (2008년)
- 리멤버 더 데이즈 (2007년)
- 리미널리티 (2005년)
- 트랜스아메리카 (2005년)

### 텔레비전
- 골든 보이 (2013, Golden Boy)
- 더 매지션스 (2015-20)